# Zdravstveno zavarovanje
Zdravstveno zavarovanje v Sloveniji ureja Zakon o zdravstvenem varstvu in zdravstvenem zavarovanju, po katerem so v Sloveniji vse osebe s stalnim bivališčem v naši državi in slovenskim državljanstvom ter vse osebe, ki se ukvarjajo s pridobitno dejavnostjo na območju Republike Slovenije, obvezno zdravstveno zavarovani. Ker pa obvezno zdravstveno zavarovanje ne krije vseh zdravstvenih storitev v celoti, se zavarovana oseba sama odloči ali krije razliko sama ali se za to razliko prostovoljno zavaruje.

## Obvezno zdravstveno zavarovanje
Po zakonu obstaja 21 različnih statusov zavarovancev, pri čemer velja načelo solidarnosti (po vzoru Bismarckovega sistema zdravstvenega zavarovanja). To načelo pomeni, da vsi zaposleni državljani prispevajo v skladu s svojimi možnostmi in uveljavljajo zahteve glede na upravičenost. Nezaposlenim državljanom krije premijo občina ali zavod za zaposlovanje. Tako v Sloveniji zakonsko ni nezavarovanih oseb, obstajajo le take, ki tega statusa nimajo urejenega.
Zakon določa tudi pravice, ki jih zagotavlja obvezno zdravstveno zavarovanje. Tako določa pravice do zdravstvenih storitev in do denarnih prejemkov, kar pa podrobneje urejajo akti ZZZS, ki v Sloveniji edini opravlja dejavnost obveznega zdravstvenega zavarovanja.

### Modeli zdravstvenega varstva
- Javni sistemi

Javni sistemi se ločijo po vlogi države pri njihovem upravljanju in financiranju na:
- Bismarckov model zdravstvenega zavarovanja
- Beveridgev model nacionalne zdravstvene službe
- Semaškov model socialistične zdravstvene službe

- Privatni sistemi

Privatni sistemi delujejo na tržnih načelih in načelih profita, redko pa so lahko tudi neprofitni.

## Prostovoljno zdravstveno zavarovanje
Prostovoljna zdravstvena zavarovanja delimo na:
- dopolnilna zdravstvena zavarovanja – prostovoljna zavarovanja za razliko do polne vrednosti zdravstvenih storitev, ki jih obvezno zdravstveno zavarovanje ne krije v celoti (storitve iz 2. do 6. točke 23. člena zakona) in
- dodatna oz. nadstandardna zdravstvena zavarovanja – prostovoljna zavarovanja za večji obseg pravic ali za višji standard storitev, kot je to določeno v obveznem zavarovanju, in za dodatne pravice, ki niso zajete v obveznem zavarovanju.

Prostovoljno zdravstveno zavarovanje izvajajo različne komercialne zavarovalnice.